# 엷은색대서양림쥐
엷은색대서양림쥐(Delomys sublineatus)는 비단털쥐과에 속하는 남아메리카 설치류이다. 브라질에서 발견된다.

## 특징
작은 설치류로 꼬리 길이 90~116mm를 제외한 몸길이가 110~138mm이다. 발 길이는 25~29mm이고 귀 길이는 20~22mm, 몸무게는 최대 83g이다.

## 분포 및 서식지
브라질 남동부 미나스제라이스주와 이스피리투산투주, 파라나주, 리우데자네이루, 상파울루주, 산타카타리나주의 대서양림에 널리 분포한다. 해발 약 500m의 숲에서 서식한다.